# Château du Bouchet (Indre)
Pour les articles homonymes, voir château du Bouchet.
Le château du Bouchet est un ancien château fort, du XIIe siècle, remanié au XVe siècle, qui se dresse sur la commune française de Rosnay dans le département de l'Indre, en région Centre-Val de Loire.
Le château fait l'objet d'un classement partiel au titre des monuments historiques.

## Localisation
Le château du Bouchet est situé en Brenne, juste au nord de l'étang de la Mer rouge de Douadic, à une quinzaine de kilomètres au nord-est du Blanc, sur un « button » gréseux, sur la commune de Rosnay dans le département français de l'Indre.

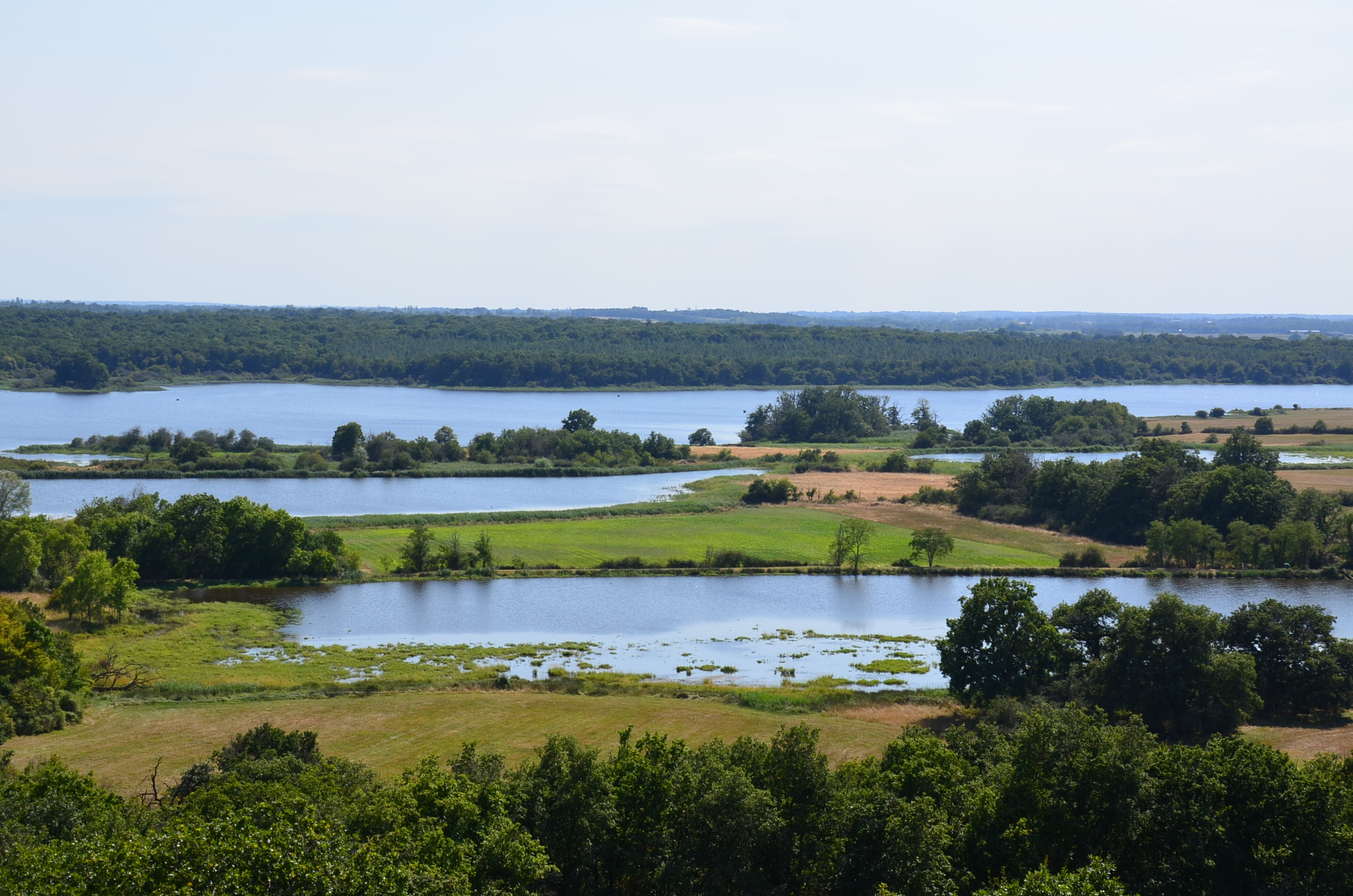
Aperçu de l'étang de la Mer rouge depuis la galerie du château.

## Historique
Le site, à l'écart des grandes voies de communication, aurait été occupé dès le XIIe siècle par un petit seigneur.
Le château fut construit entre les XIIIe et XVIIe siècles.
L’origine de la construction du château n'est pas connue, mais lors de fouilles effectuées en 1921, une pièce gallo-romaine fut trouvée à proximité de l’édifice et laisse supposer qu’il y a eu là, très tôt, une habitation.
Des Sénebaud aux Naillac, les premières familles détentrices du château du Bouchet sont aussi seigneurs du Blanc. Si l’on en croit l'histoire, le premier propriétaire identifié est le seigneur Guy Sénebaud, au XIIe siècle, compagnon d’armes de Philippe Auguste. Son fils Aimery Sénebaud est réputé avoir accompagné Saint Louis à la septième croisade.
Au XIVe siècle, pendant la guerre de Cent Ans, le château devint la propriété de Pierre de Naillac de Gargilesse, fils cadet de Pierre II de Naillac seigneur du Blanc et vicomte de Bridiers, et frère cadet de Perrichon (Pierre III de Naillac († 1378)), plutôt qu'assimilable directement à Pierre II, † 1340, comme il est parfois dit). À sa mort sans postérité survenue vers 1360, le château revient à sa veuve, Héliotte de Prie-Buzançais, qui l'avait déjà quitté pour Artaud d’Ussel, chef de bandes. Ce dernier livre le Bouchet à Gautier Mellot, partisan anglais qui à son tour le lègue à un autre partisan anglais, Jannequin Durant, qui le laisse à son épouse Isabelle de Bret et sa fille Sybille la Feuille.
Vers 1370, le château est repris aux Anglais par Pierre d’Oradour, à qui Charles V, en mars 1371, confirme la possession,. Ce Pierre d'Oradour est issu d'une grande famille féodale (sans doute les d'Oradour), plus proches parents et héritiers de Pierre de Naillac :
- plus précisément, le fils de Pierre/Perrot d'Oradour, Geoffroy d'Oradour, épouse Jeanne de Naillac, sans doute la fille de Pierre IV et la petite-fille de Perrichon/Pierre III de Naillac : Geoffroy d'Oradour est donc probablement le petit-neveu par alliance de Pierre de Naillac de Gargilesse du Bouchet ; 
  - le fils de Jeanne de Naillac et Geoffroy est André d'Oradour, ci-après ;
    - Le Bouchet restera dans la famille d'Oradour jusqu'en 1451[3] où il devient la propriété de la famille Taveau de Morthemer de Lussac : car Marie, fille d'André d'Oradour et d'Annette de Rochedragon et très probablement la sœur de Louis d'Oradour « dit Sandebaud », épousa avant 1445 Geoffroy Taveau, fils de Guillaume Taveau et de Sibylle de Saint-Martin, seigneur de Morthemer dès 1428 et de Lussac dès 1436, frère de Marie Taveau dame d'Empuré (la mère de Jeanne de Maillé ci-dessous).

En 1447, dans un procès, il est dit que le seigneur du Bouchet, Louis d'Oradour « dit Sandebaud », sans doute le fils d'André et le frère de Marie d'Oradour, est lépreux et que sa femme Jeanne de Maillé est obligée de vivre avec lui et d'accomplir le devoir conjugal, mais qu'elle s'enfuit auprès de son oncle Geoffroy Taveau, contrariant le mari qui décèdera en 1449 ; Jeanne contracta  ensuite un second mariage avec Guy Frotier sire de La Messelière, fils de Colin Frotier et neveu de Pierre. On notera l'enchevêtrement des parentés : Jeanne de Maillé, † 1482, belle-sœur de Geoffroy Taveau par les d'Oradour, était aussi sa nièce maternelle par le sang ! En effet, Marie Taveau dame d'Empuré, sœur aînée de Geoffroy Taveau, épousa vers 1400 Jacques de Maillé et enfanta ladite Jeanne de Maillé, femme dudit Louis « Sandebaud » d'Oradour. Geoffroy Taveau — † v. 1489 âgé à moins que ce soit son fils homonyme ? — en profita d'ailleurs pour spolier sa nièce Jeanne, la dépouillant d'Empuré et lui faisant miroiter en échange Château-Larcher.
Geoffroy Taveau et Marie d'Oradour transmirent le Bouchet à leur fils Geoffroy, père de Léon Taveau (son frère Mathurin Taveau continua les barons de Morthemer ; leur père Léon prit pour femme en 1495 Jeanne Frotier de La Messelière, fille de Prégent et petite-fille de Pierre Frotier de Preuilly ; Prégent Frotier était le cousin germain de Guy Frotier rencontré plus haut), père lui-même de Renée Taveau dame de Lussac et du Bouchet, femme en 1519 de François de Rochechouart de Mortemart.
À partir de 1519, le château est donc la propriété des Rochechouart de Mortemart, notamment Gabriel de Rochechouart (1600-1675), premier duc de Mortemart.
En 1569, le chef protestant Wolfgang de Bavière-Deux-Ponts ravage les biens des catholiques de la région.
En 1789, le duc Victurnien de Mortemart émigre et le château est saisi par les autorités révolutionnaires. Pierre Huard de La Vignauderie, capitaine des chasses du duc de Mortemart, le rachète en 1796, pour le restituer au  duc à son retour en France en 1802. En mars 1808, le château est vendu par le duc de Mortemart, au maire de Rosnay, Victor Hérault de la Véronne, dont descend l'ancienne propriétaire, Chantal de La Véronne, qui y vit jusqu'en 2016. En 2018, le château est acquis par la famille Durand.

## Description
Le château est une ancienne forteresse médiévale construite sur une butte rocheuse de grès rouge. De nos jours,son sommet est occupé par un château, entièrement clos de bâtiments, enserrant une cour centrale, et dont la construction s'échelonne du XIVe au XVIIe siècle.
Il est bâti autour d’une cour fermée, entouré de fossés. Le corps de bâtiment et les deux tours situés à droite de l’entrée dans la cour, datent du XIIIe siècle. Ces deux tours, dites du « pigeonnier> » et « prison » sont encore reliées par une courtine portant un chemin de ronde.
Le grand donjon à gauche de l’entrée a été construit au XIVe siècle, et le « petit donjon » ou « donjon anglais », construit par les Anglais pendant la guerre de Cent Ans fut construit au XVe siècle.
L'unique entrée dans la forteresse, fut un pont-levis, pour piétons et cavaliers (quelques traces aujourd'hui sont encore présentes). Dans la cour intérieure, des pierres saillantes devaient soutenir des galeries en bois sur lesquelles donnaient des portes maintenant bouchées.
Le reste de la forteresse (partie sud-ouest), a été détruit au XVIIe siècle, par les Rochechouart de Mortemart, pour la remplacer par une demeure de villégiature. Des traces de cette démolition sont encore visibles dans la cour à proximité du « donjon anglais ». La démolition a permis de construire deux ailes (architecture XVIIe siècle), avec la galerie et la terrasse dominant l’étang de la Mer Rouge et la Brenne, qui ont été accolés à un mur médiéval.

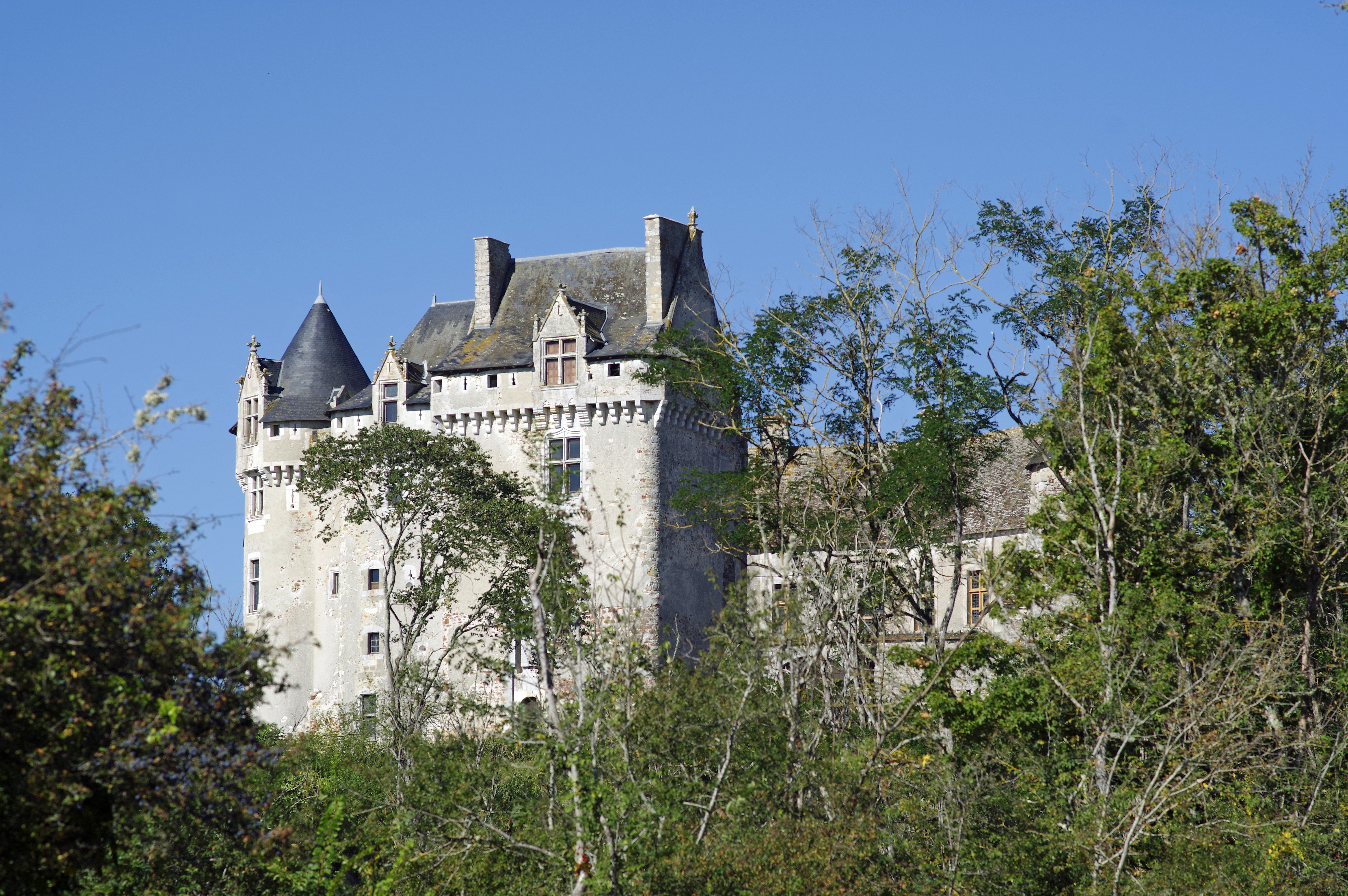
Château du Bouchet.
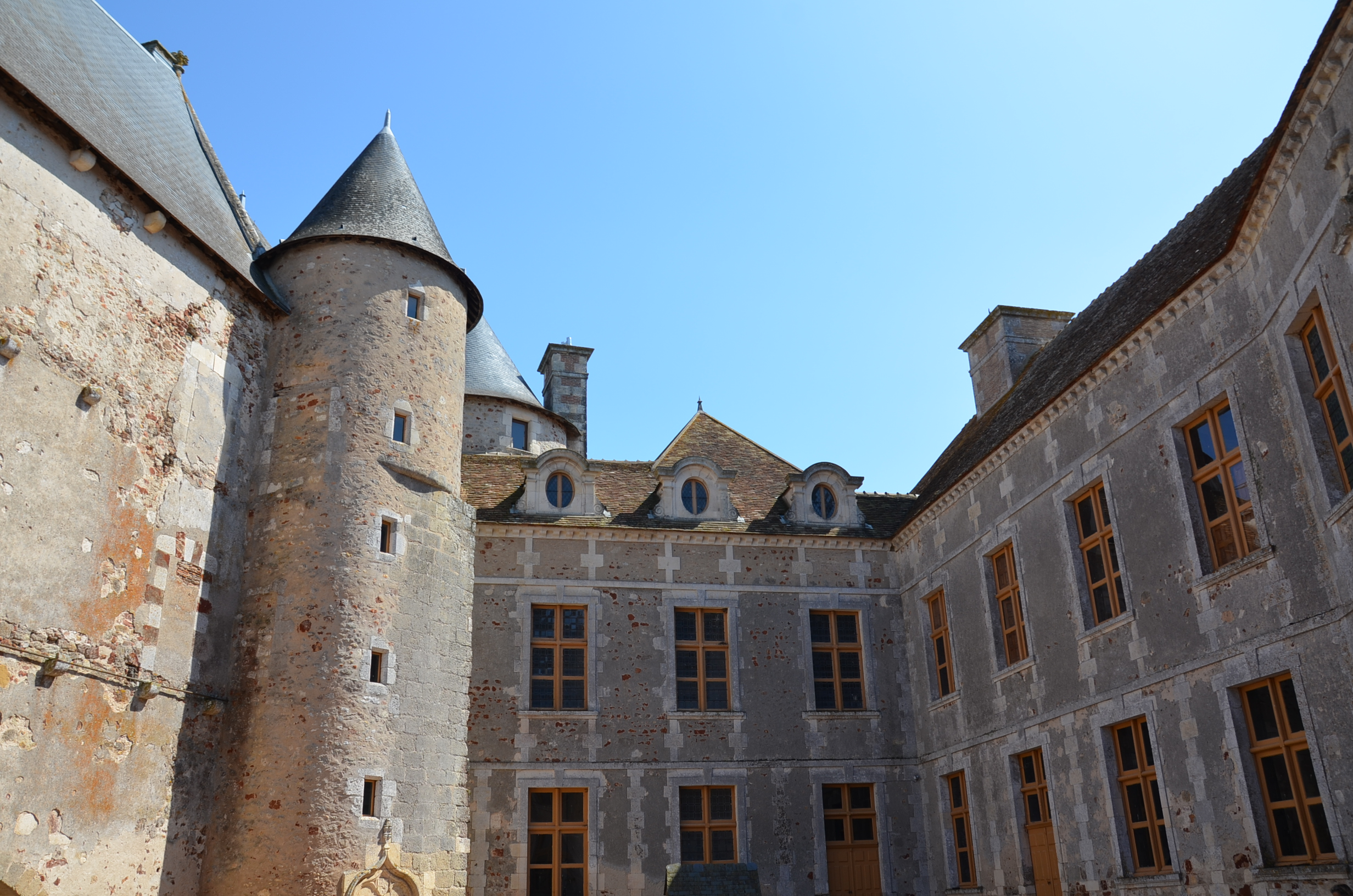
Aperçu d'une des ailes du logis XVIIe siècle adossé à la partie médiévale du château.
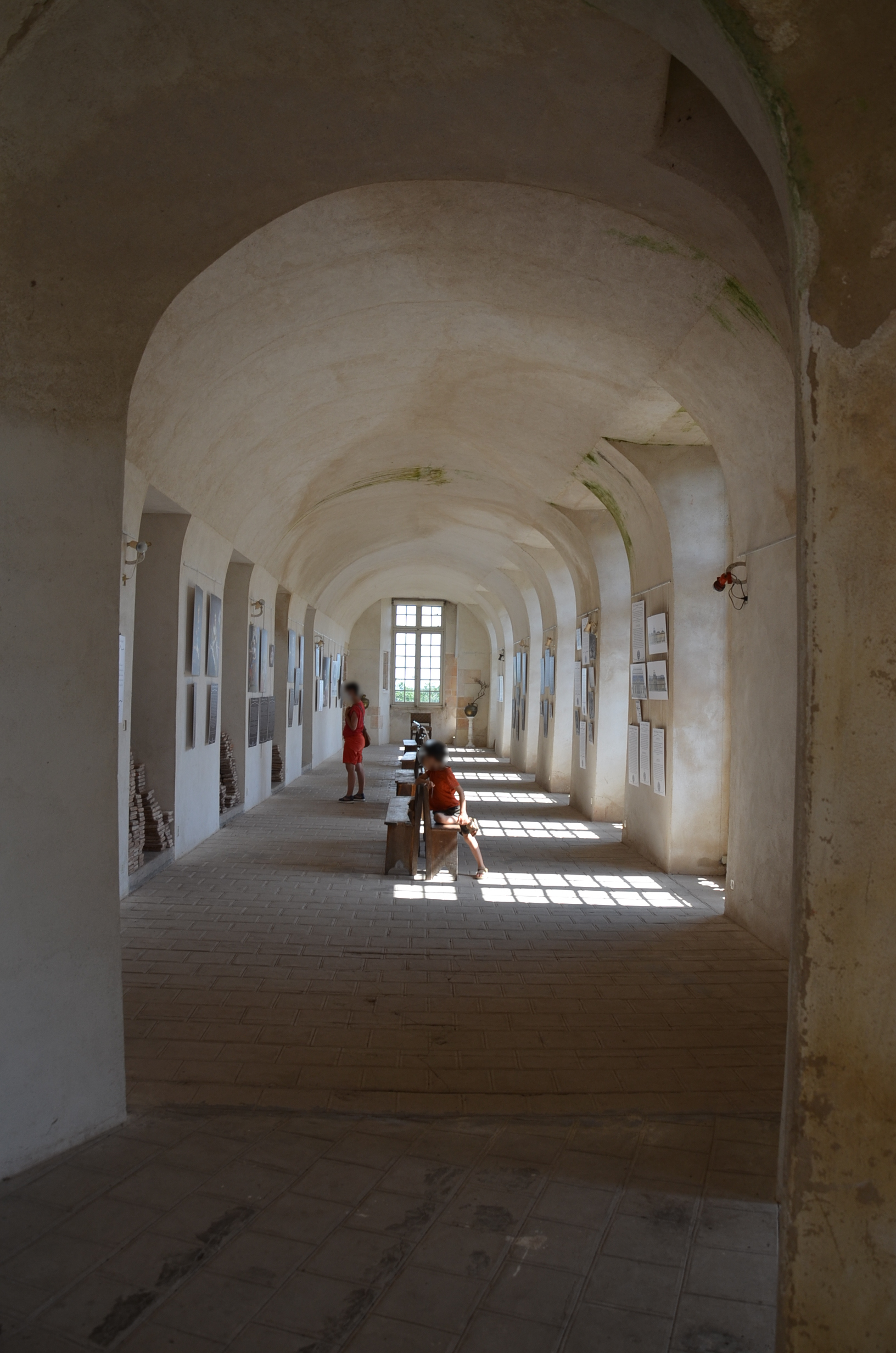
La galerie.
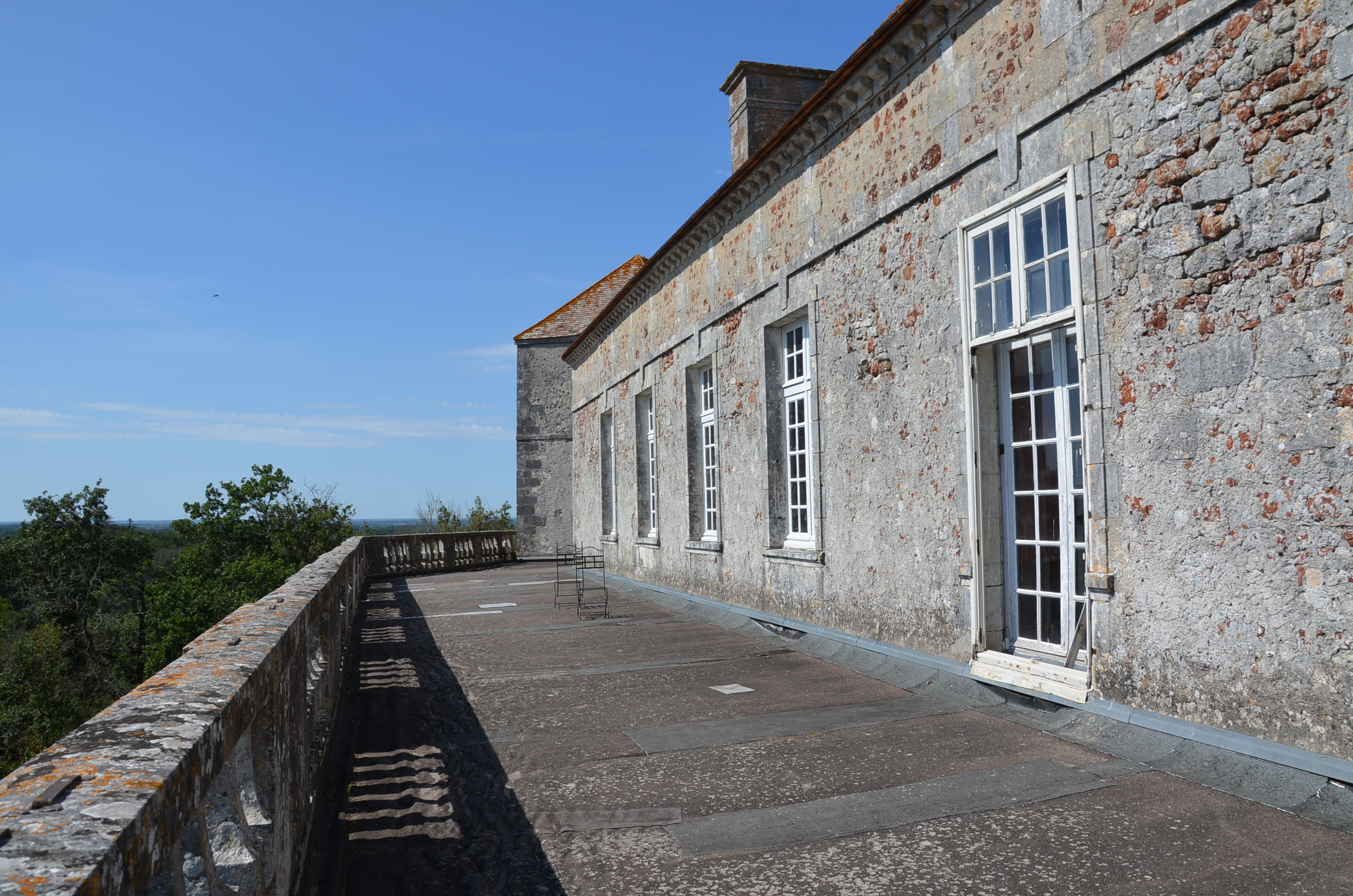
La terrasse.

## Protection aux monuments historiques
Sont classées par arrêté du 23 septembre 1955 :
- les façades et toitures.

Sont classés par arrêté du 4 janvier 1960 :
- la cheminée et le médaillon la surmontant qui se trouvent dans le petit salon.

Le château est également recensé à l'Inventaire général du patrimoine culturel.

## Visites
Le château est ouvert à la visite. Les dates et horaires sont consultables sur le site du château.